# Shotei Hanevuah
Shotei Ha'nevua (in ebraico שוטי הנבואה‎?) è stato un gruppo musicale israeliano che ha ricevuto il titolo di "Band dell'anno" di Israele nel 2005. La band ha descritto la propria musica come una fusione di dub, hip-hop e musica dance, con influenze caratteristiche della tradizione musicale mediterranea. Nel 2005 il gruppo ha intrapreso un tour negli Stati Uniti, esibendosi in numerosi college e università rilevanti.

## Storia
I fondatori della band, Roi Levi e Gilad Vital, amici d'infanzia di Metulla, iniziarono la loro carriera musicale con il nome di "Shotey Hanevua" (Gli sciocchi della Profezia) nel 1994. Nel 1995 registrarono due singoli e si esibirono in piccoli club di Tel Aviv. Nel 1996 registrarono cinque demo contenenti brani originali di Amit Carmely. Queste registrazioni furono inviate a diverse case discografiche israeliane, ma non riscossero particolare attenzione.
Nel 1998 Amit Carmely entrò a far parte integrante del gruppo in qualità di bassista, abbandonando il ruolo di produttore musicale esterno per diventare membro a tutti gli effetti della band. Poco dopo, la formazione della band si completò con l'ingresso di Assaf Givati (chitarra), Avraham Tal (voce) e il fratello minore di Amit, Idan (batteria). Con la formazione al completo, i "Fools" iniziarono a lavorare al loro album di debutto presso i DB Studios di Tel Aviv, esibendosi parallelamente in numerosi concerti in tutta Israele e consolidando così una solida base di fan.
Nel 1999, quando l'album di debutto era quasi completato, gli Shotei Hanevuah firmarono un contratto discografico con la Helicon Records, una delle principali etichette discografiche israeliane. L'album fu ultimato pochi mesi dopo. Durante l'estate dello stesso anno, la band si esibì in due importanti festival musicali israeliani: lo "Shantipi" e "Bereshit". L'album, che includeva le hit "Ain Ani", "Fanan", "Ma Kara Lach" e "Kol Hayeladim Koftzim Rockdim", fu pubblicato nel 2000. I testi dell'album trattavano di fede, pace e amore, con occasionali messaggi politici. Ad esempio, nel brano "Prilli" si trovano versi come: "Nessuno qui se ne andrà, quindi inizia ad amare" e "Arabo palestinese, ebreo argentino, non importa, sono tutti esseri umani". L'album ottenne un notevole successo commerciale, raggiungendo il "Platino" israeliano e vendendo oltre 40.000 copie.
Nell'aprile del 2004, il gruppo pubblicò il secondo album "Mehapsim et Dorot" (Alla ricerca di generazioni), che ottenne il disco d'oro con oltre 20.000 copie vendute. Il brano di punta dell'album era "Yedia" (Conoscenza), scritta e composta da Roi Levi. Tra gli altri brani noti dell'album "Dorot" si distinguono "Kol Galgal" (Voce di una ruota), ispirato a un passo tratto dal testo sacro dello "Zohar", e "Mi" (Chi), entrambi composti da Avraham Tal. Nel 2005 collaborò con il gruppo israeliano Izabo, dando vita al brano "הוא" (Hu) (Lui), che si aggiudicò il premio A.M.I. come "Miglior canzone israeliana dell'anno". 
Gli Shotei Hanevua si sciolsero il 12 agosto 2007. In seguito allo scioglimento, il cantante Avraham Tal intraprese la carriera da solista. La maggior parte degli altri membri della band proseguì la propria attività musicale con una nuova formazione, adottando il nome "Pshutei Ha'am", traducibile letteralmente come "Il popolo semplice".

## Discografia

### Album in studio
- 2000 Shotei Hanevua (Helicon)
- 2004 Mechapsim Et Dorot (Helicon)

### Collaborazioni
- 2006 Hu (con Izabo), il brano si è classificato al secondo posto al concorso "Canzone dell'anno 2006", organizzato dal canale musicale israeliano Music 24.[senza fonte]